# Xavier Barral i Altet
Xavier Barral i Altet (Barcelona, enero de 1947) es un historiador de arte español.

## Biografía
Xavier Barral estudió en el colegio de los jesuitas de la calle de Caspe, en el Ensanche barcelonés.
Es doctor en historia del arte y arqueología por la Universidad de la Sorbona (París) y fue profesor adjunto de historia del arte medieval en la misma Universidad (1974 - 1981). En la actualidad es catedrático de Historia del Arte y Arqueología en la Universidad de Rennes. Ha sido director del Museo Nacional de Arte de Cataluña. Además, en el año 1992 ingresó como miembro de la Instituto de Estudios Catalanes. También es vicepresidente de la Universidad Catalana de Verano.
Es académico correspondiente de Real Academia de la Historia desde 2001.

## Principales obras
- L'art preromànic a Catalunya
- Les mosaïques médiévales de Venise, Toreello i Murano
- Tresors artístics catalans
- La sculpture du Moyen Âge (con Georges Duby)
- La catedral romànica de Vic, Artstudi 1979
- Història Universal de l'Art, L'antiguitat clàssica,Vol II, editorial Planeta, 1988
- Compostelle, le grand chemin, colección «Découvertes Gallimard» (nº 174), 1993
- Les catedrals de Catalunya, Edicions 62, 1994
- Art de Catalunya. Arquitectura religiosa moderna i contemporània, L'isard, 1999
- Vitralls Medievals de Catalunya, Lunwerg Editors, 2000
- L'art i la política de l'art, Galerada, 2001[3] ISBN 978-84-922737-9-9
- Josep Puig i Cadafalch. Escrits d'arquitectura art i polític, IEC, 2004
- Catalunya destruïda, Edicions 62, 2005